# Gianni Asdrubali
Gianni Asdrubali (Tuscania, 1955) è un pittore italiano.

## Biografia

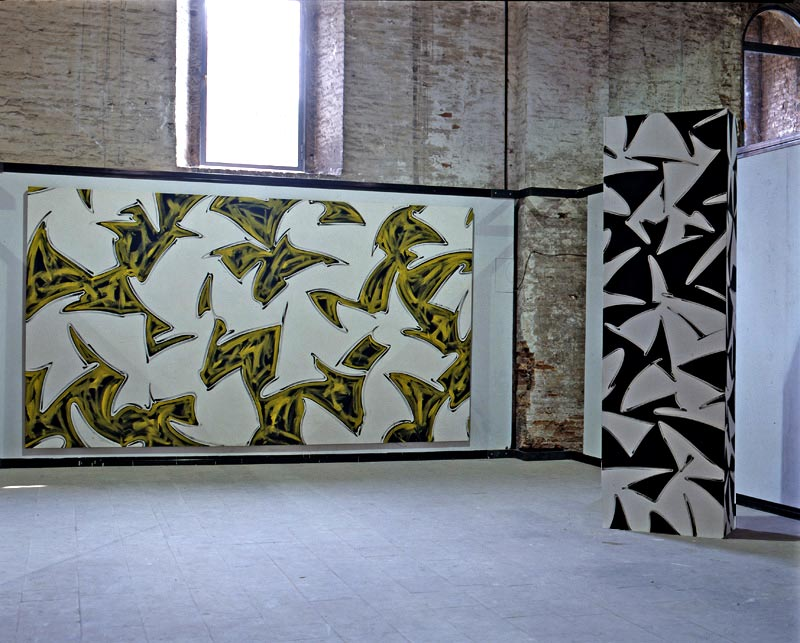
1988 - Biennale di Venezia, Aperto '88. Gianni Asdrubali. Veduta della mostra. Titolo opere: Eroica. Anno: 1988

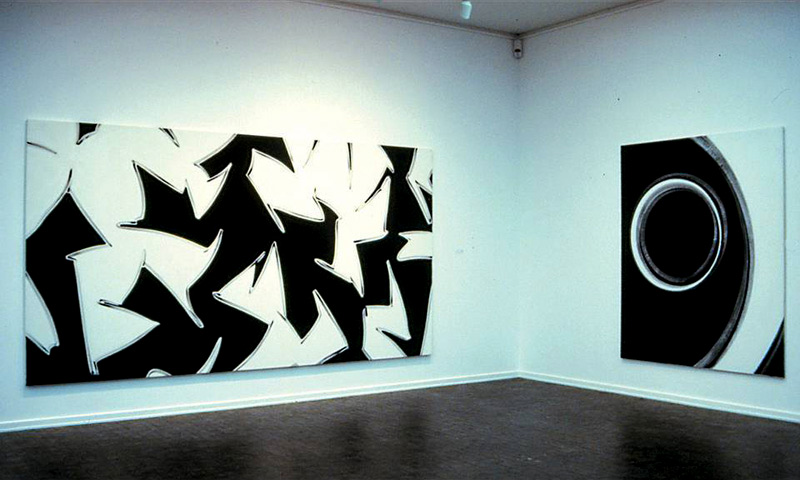
1988 - Museum Fridericianum, Kassel, Germania. Veduta della mostra "Schlaf der Vernunft".

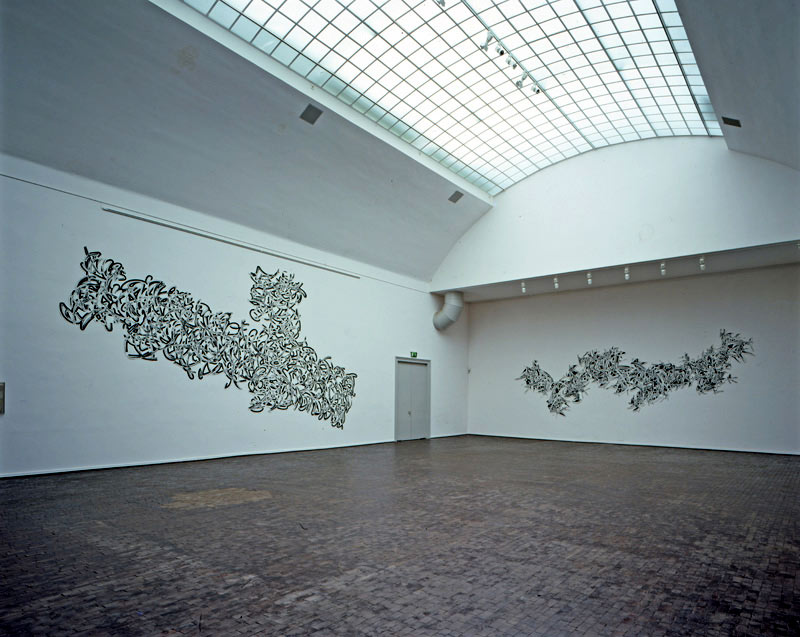
2001 - Institute Mathildenhöhe, Darmstadt, Germania. Veduta della mostra "Gianni Asdrubali. Dynamische Texturen im Raum"

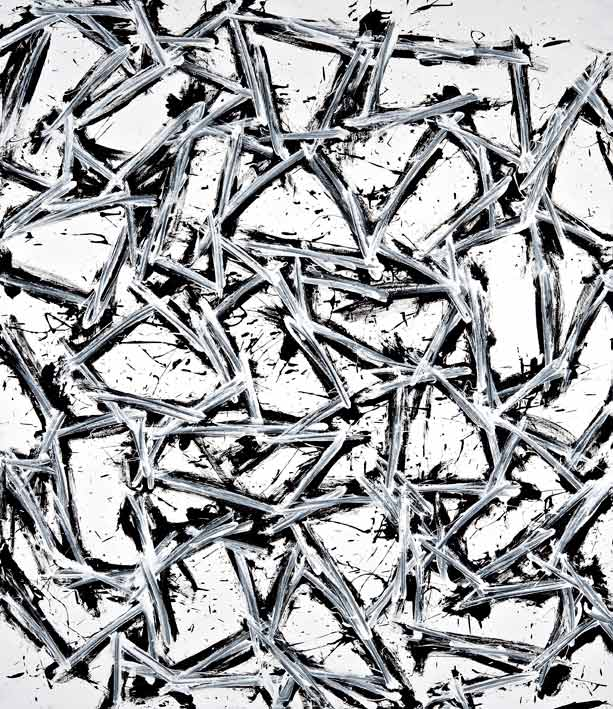
2011 - Biennale di Venezia Padiglione Italia.
Titolo: Steztastess, pittura industriale su tela, 182x158 cm

A partire dal 1979, Asdrubali ha incentrato la sua ricerca sull'idea di vuoto come nucleo originario del suo lavoro. Nel corso degli anni questa ricerca è venuta concretizzandosi nell'immagine di uno spazio frontale a-dimensionale.
Nel 1984 in contrapposizione al clima dominante di quegli anni (transavanguardia e post-moderno) prende parte al movimento Astrazione Povera teorizzato dal critico Filiberto Menna. Sempre in quegli anni espone per la prima volta alla galleria La salita di Roma e alla galleria Artra di Milano
Da allora viene invitato a numerose mostre nazionali ed internazionali. Nel 1985 partecipa alla Quadriennale di Roma. Nello stesso anno prende parte alla mostra Anniottanta tenutasi nel 1985 a Bologna, Imola, Ravenna e Rimini, che fu un tentativo di avviare una mappatura dell'arte di quel periodo dal quale emersero tratti distintivi come il “Citazionismo”, il “Decorativismo”, i “Nuovi-nuovi”, gli “Anacronisti”, gli “Astrattomagici”, gli artisti del “Pastificio Cerere” e dell'“Astrazione Povera”. Nel 1988, invitato da Giovanni Carandente, espone alla Biennale di Venezia "Eroica verde", lavoro che segna definitivamente l'uscita dal gruppo dell'Astrazione Povera. Nel 1988 è invitato da Veit Loers alla mostra Schlaf der Vernunft, al Museum Fridericianum Kassel, con John Armleder, Gianni Colombo, Gerwald Rockenschaub, Richard Deacon, Günther Förg, Jeff Koons, Thomas Schütte, Haim Steinbach. Nello stesso anno, Flavio Caroli lo invita a partecipare alla Australian Biennale of Sydney e alla National Gallery of Victoria, Melbourne. Nel 1989 espone a Mosca alla Casa Centrale dell'Artista e poi a Leningrado nella Sala Centrale delle Esposizioni alla mostra Orientamenti dell'Arte Italiana. Nel 1990 espone presso il National Taiwan Museum of Fine Art, in occasione della mostra Italian Contemporary Arts. Nel 1990 espone al Museu de Arte Moderna de Sao Paulo, Brasile
Nel 1992 realizza il Tromboloide, un'opera senzaverso, che segna un momento importante del suo lavoro, nella definizione di uno spazio sempre più compatto e atomico.
Nel 1993 partecipa alla mostra La Fabbrica Estetica al Grand Palais di Parigi. Nel 1996 è invitato da Giovanna Bonasegale alla mostra Lavori in Corso alla Galleria Comunale d'Arte Moderna e Contemporanea di Roma (attuale MACRO). Tra il 1997 e il 2000 espone in una serie di mostre sull'arte italiana, tra le quali: al Museum Rabalderhaus, Schwaz, alla DuMont Kunsthalle, Colonia, alla Galleria d’Arte Moderna di Bologna, alla Städtische Galerie, Rosenheim. Nel 2000 espone con l'artista Enrico Castellani alla galleria Arte Studio Invernizi di Milano.
Nel 2001 gli viene dedicata una retrospettiva all'Institut Mathildenhohe di Darmstadt. Nel 2003 e nel 2005 partecipa a due mostre al MACRO, Collezione Macro, Museo d'Arte Contemporanea di Roma. Sempre nel 2003 fonda il gruppo Zamuva assieme all'architetto Pamela Ferri con l'intento di indagare nuove forme di spazialità. Nel 2005, assieme al critico Bruno Corà e alla progettista Pamela Ferri, teorizza lo Spazio Frontale. La ricerca Spazio Frontale di Gianni Asdrubali e Pamela Ferri è stata presentata al Festival della Scienza, nella sezione La matematica scoperta al Palazzo Ducale di Genova e nel 2007 all'Auditorium di Roma. Nel 2010 il gruppo Zamuva (Asdrubali-Ferri) presenta il progetto Zudynamic al Triennale Design Museum di Milano in occasione del Salone del Mobile.
Nel 2011 è invitato ad esporre alla 54ª Biennale di Venezia, Padiglione Italia. Nel 2013, una serie di grandi opere in ceramica sono state realizzate dall'artista nella Bottega Gatti di Faenza, alcune delle quali esposte nel 2014 alla Biennale d'Arte Ceramica Contemporanea (BAC) presso le Scuderie Aldobrandini di Frascati. Nello stesso anno, al Museo della Ceramica di Montelupo, in occasione dell'iniziativa Materia Prima promossa dal comune e ideata da Marco Tonelli, una grande opera monumentale di 14 x 4 m viene installata sugli argini del fiume Pesa. Attraverso la ceramica Asdrubali compie il reale destino delle sue opere, vere e proprie installazioni ambientali che attivano lo spazio in cui sono collocate. Sempre in ceramica è l'opera acquisita dal Museo Internazionale della Ceramica (MIC) di Faenza in occasione della Settimana del contemporaneo nel 2016.  Nel 2018, il Museo Carlo Bilotti di Roma gli dedica una grande mostra in cui sono esposte alcune delle opere più significative del suo lavoro, mentre il MACRO lo ospita per un intervento pittorico dal vivo.

## Gianni Asdrubali nei musei
- MACRO, Museo di Arte Contemporanea, Roma
- MAGA, Museo Arte, Gallarate
- MIC, Museo Internazionale della Ceramica, Faenza
- Galleria d'Arte Moderna e Contemporanea, San Gimignano
- GAM, Museo G. Carandente, Palazzo Collicola, Spoleto[31]
- Collezione Farnesina, Ministero Affari Esteri, Roma[32]